# Ákos
Ákos est un prénom hongrois masculin.

## Étymologie
Nom d'origine turque ancienne (akkush « faucon blanc »).
C'est le 24e prénom masculin le plus donné en Hongrie en 2010.

## Personnalités portant ce prénom
- Ákos Kovács – chanteur hongrois